# 성삼문의 묘
성삼문의 묘(成三問의 墓)는 대한민국 충청남도 논산시 가야곡면 양촌리에 있는, 조선 전기의 문신으로 사육신의 한 사람인 매죽헌(梅竹軒) 성삼문(1418∼1456) 선생의 묘소이다. 1984년 5월 17일 충청남도의 문화재자료 제81호로 지정되었다.

## 개요
조선 전기의 문신으로 사육신의 한 사람인 매죽헌(梅竹軒) 성삼문(1418∼1456) 선생의 묘소이다. 아기를 낳으려 할 때 하늘에서 ‘낳았느냐?’하고 3번 묻는 소리가 들려 이름을 ‘삼문(三問)’으로 지었다고 한다.
세종 20년(1438) 식년문과에 급제하고, 1447년에는 문과 중시에 장원으로 급제하였다. 집현전 학사로 뽑혀 세종의 지극한 총애를 받았으며『예기대문언독』을 펴내기도 했다. 세종이 훈민정음을 만들 때 정인지·최항·박팽년·신숙주 등과 함께 이를 도왔으며, 요동에 유배되어 있던 중국 명나라의 음운학자 황찬에게 13번이나 다녀오기도 해 한글 반포에 공로가 많았다.
단종 1년(1453)에 수양대군(세조)이 계유정란을 일으켜 황보인·김종서 등을 죽이고 스스로 정권을 잡으면서 그에게 내린 정난공신의 3등 칭호를 사양하였다. 1454년 집현전 부제학과 예조참의, 1455년 예방승지 등의 직책에 올랐다. 아버지인 성승, 박팽년 등과 함께 단종의 복위를 꾀하다 미리 발각되어 한강가(지금의 서울 노량진)에서 끔찍한 처형을 받았다.
그의 묘소는 서울 노량진 사육신 묘역에 있으며, 충청남도 논산시 가야곡면 양촌리에는 한쪽 다리가 묻혀있다고 한다. 매년 음력 10월 그믐에 선생의 위덕을 기리는 묘제 행사가 거행되며, 장릉(莊陵:단종의 능) 충신단에 그의 위패가 모셔져 있다.

## 같이 보기
- 성삼문

## 참고 문헌
- 성삼문의묘 - 국가유산청 국가유산포털